# La Tête en l'air (film)
Pour les articles homonymes, voir La Tête en l'air.
Pour plus de détails, voir Fiche technique et Distribution.
La Tête en l'air (Arrugas) est un long métrage d'animation espagnol réalisé par Ignacio Ferreras, sorti en Espagne en 2012, en France le 30 janvier 2013. Il s'agit d'une adaptation en dessin animé en deux dimensions du roman graphique Rides de Paco Roca, paru en 2007. Le film a remporté plusieurs récompenses dans des festivals de cinéma à travers le monde.

## Synopsis
Un vieil homme, Emilio, est placé par sa famille dans une maison de retraite alors qu'il commence à avoir quelques problèmes de mémoire. Il fait la connaissance de ses nouveaux compagnons, aux passés et aux personnalités divers et intéressants, tous plus ou moins affectés par l'âge, et notamment de Miguel, qui devient son ami. Tous font leur possible pour égayer le quotidien de la maison de retraite. Mais peu à peu, Emilio se découvre atteint par la maladie d'Alzheimer. Il risque d'être relogé à l'étage des causes perdues, où sont relégués les pensionnaires les plus malades... mais ses amis et voisins joignent leurs efforts pour lui éviter ce triste sort.

## Fiche technique
- Titre : La Tête en l'air
- Titre original : Arrugas
- Réalisation : Ignacio Ferreras
- Scénario : Ángel de la Cruz, Ignacio Ferreras, Paco Roca et Rosanna Cechinni, d'après le roman graphique Rides de Paco Roca
- Musique originale : Nani García
- Image : David Cubero
- Production : Enrique Aguirrezabala, Manuel Cristóbal, Oriol Ivern
- Sociétés de production : Cromosoma TV produccions, Elephant in the Black Box, Perro Verde Films
- Budget estimé : 2 millions d'euros[2]
- Pays de production :  Espagne
- Langue : espagnol
- Durée : 89 minutes
- Date de sortie : 
  - Espagne : 27 janvier 2012
  - France : 30 janvier 2013[3]

## Production
Le film est projeté pour la première fois le 19 septembre 2011 lors de la 59e édition du Festival International de cinéma de San Sebastián.

## Distinctions

### Récompenses
- Festival international du film d'animation d'Annecy 2012 : mention spéciale[5]
- Festival du film espagnol de Nantes 2012 : prix Opera Prima du meilleur premier film
- Goyas 2012[6] :
  - Meilleur film d'animation
  - Meilleur scénario adapté pour Ángel de la Cruz, Ignacio Ferreras, Paco Roca et Rosanna Cechinni

### Nominations
- Annie Awards 2012 : meilleur film d'animation[6]
- Prix Gaudí 2012 : meilleur film d'animation[6]
- Satellite Awards 2015 : meilleur film d'animation